# Anne-Lise Giraud
Anne-Lise Giraud, née Anne-Lise Mamessier, le 18 décembre 1968 à Lyon, est une neuroscientifique française spécialiste du langage et de la parole. 
Elle est directrice de l’Institut de l’Audition depuis janvier 2022 et directrice de l'Institut reConnect depuis avril 2024.

## Biographie
Née à Lyon le 18 décembre 1968, elle étudie à l’université Claude-Bernard-Lyon-I la biologie et la biochimie, et y obtient un doctorat en neurosciences en 1997. Elle travaille comme post-doctorante à Londres au Wellcome Trust Center for Neuroimaging de 1997 à 1999, puis monte un groupe de recherche à Francfort-sur-le-Main à l’université Goethe en 2000. Elle devient directrice de recherche au CNRS en 2008 au département d’études cognitives à l’École normale supérieure), et en 2013, professeur ordinaire à l’université de Genève.
En janvier 2022, elle est nommée directrice de l’Institut de l’Audition, Centre de l’Institut Pasteur pour un premier mandat de 5 ans. Elle est également directrice de l'IHU Institut reConnect qui a été officiellement créé en avril 2024.

## Recherches
Son expertise de recherche, dans le domaine de l’audition, concerne l’exploration des mécanismes neuronaux à l’origine de l’implémentation du réseau de traitement du langage dans le cerveau humain. Son équipe de recherche à l’Institut de l’Audition utilise une approche de neurosciences computationnelles, de neurophysiologie humaine (MEG, Electrocorticographie, IRMf, etc.) et de neuroingénierie (stimulation transcrânienne, neurofeedback) afin d’identifier les déterminants neuronaux et computationnels du traitement de la parole ainsi que leurs dysfonctionnements dans les troubles qui touchent l’audition et le langage tels que la dyslexie l'autisme,,,,, les troubles sévères de la production de paroles,,.

## Distinctions
- Lauréate 2023 du grand prix Lamonica de neurologie[14]
- Médaille d'argent du CNRS 2025[15]

## Ouvrage grand public
- Le cerveau et les maux de la parole : aphasie, dyslexie, surdité, bégaiement, Paris, éd. Odile Jacob, 2018, 224 p.  (ISBN 978-2-7381-4340-2).

## Presse audio et écrite
- France Inter, La Tête au carré du lundi 15 octobre 2018, par Mathieu Vidard, « Les maux de la parole[16] ». Question : « Que nous apprennent les maladies de la parole sur la façon dont fonctionne le langage dans le cerveau ? »
- RTS, CQFD du 14 novembre 2014 par Stéphane Délétroz, « Rencontre avec Anne-Lise Giraud[17] ».
- (en) Health Imaging[18], article du 1er février 2018 signé Matt O'Connor[19], « How accurate is machine learning in speech recognition? Researchers take a look[20] ».
- (en) Science Daily, article du 31 janvier 2018, « BA or DA? Decoding syllables to show the limits of artificial intelligence[21] ».
- Le Figaro, article du 11 avril 2017 signé Marielle Court[22], « Surdité : quand le cerveau oublie sa capacité d’écoute[23] ».
- Zibeline, article du 5 mars 2019 signé Gaëlle Cloarec[24], « Les mots sur les maux[25] ».